# Naoto Tajima
Naoto Tajima (Japón, 15 de agosto de 1912-4 de diciembre de 1990) fue un atleta japonés, especialista en la prueba de salto de longitud en la que llegó a ser doble medallista olímpico en 1936.

## Carrera deportiva

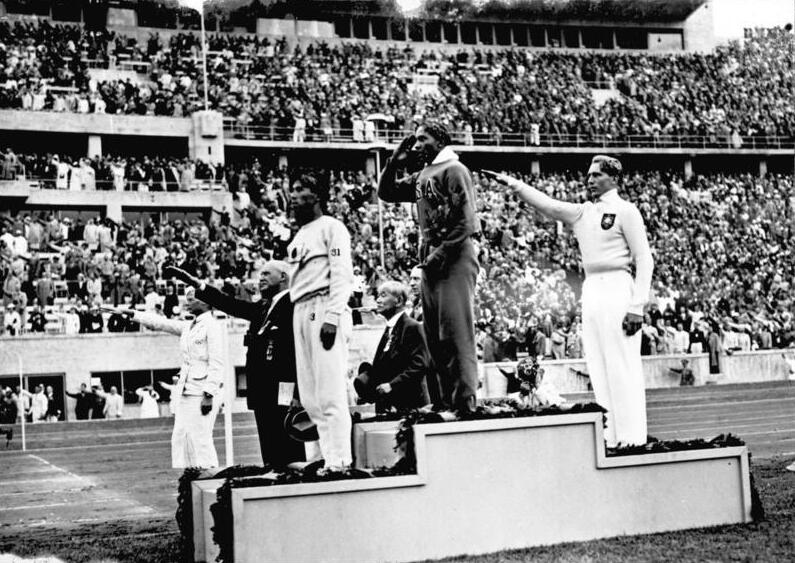
Naoto Tajima, Jesse Owens y Luz Long, en el podio de salto de longitud en Berlín 1936

En los JJ. OO. de Berlín 1936 ganó la medalla de oro en el triple salto fijando un nuevo récord mundial en 16,00 metros, por delante de su compatriota Masao Harada (plata con 15,66 metros) y del australiano Jack Metcalfe (bronce con 15,50 metros. Además ganó la medalla de bronce en salto de longitud, con un salto de 7,74 metros, siendo superado por el estadounidense Jesse Owens (oro con 8,06 m) y el alemán Luz Long (plata con 7,87 metros).
Tajima se retiró del atletismo competitivo en 1938, pero continuó trabajando como director gerente de la Asociación Japonesa de Federaciones Atléticas. También fue miembro del Comité Olímpico Japonés, entrenó a los equipos de atletismo japoneses en los Juegos Olímpicos de 1956 y 1964, además trabajó como conferenciante en la Universidad de Chukyo.